# Asystel Volley 2004-2005
Questa voce raccoglie le informazioni riguardanti l'Asystel Volley nelle competizioni ufficiali della stagione 2004-2005.

## Stagione
La stagione 2004-05 è per l'Asystel Volley, sponsorizzata dal Sant'Orsola, la seconda consecutiva in Serie A1; sulla panchina viene chiamato l'allenatore Angelo Frigoni, mentre la rosa viene quasi completamente confermata rispetto all'annata precedente: tra i principali acquisti quello la schiacciatrice Anja Spasojević, l'opposto Manon Flier e l'arrivo a campionato in corso di Olessya Kulakova.
La stagione si apre con la partecipazione alla Supercoppa italiana: nella semifinale l'Asystel viene sconfitta per 3-1 dalla Pallavolo Sirio Perugia, mentre vince la finale per il terzo posto contro il Giannino Pieralisi Volley di Jesi.
Il campionato si apre con il successo contro il Robursport Volley Pesaro, mentre alla seconda giornata arriva la prima sconfitta per mano dell'Airone: il resto del girone di andata è un alternarsi di vittorie e di sconfitte che portano la squadra a chiudere la prima parte del campionato al terzo posto. Il girone di ritorno invece si apre con cinque successi consecutivi: anche il prosieguo è ricco di successi con le uniche sconfitte contro il Vicenza Volley, il Santeramo Sport e il Volley Bergamo; l'Asystel Volley chiude al regular season al terzo posto in classifica. Nei quarti di finale per i play-off scudetto la sfida è contro il club di Jesi: dopo aver vinto le prime due gare, la formazione novarese perde le tre successive, venendo estromessa dalla corsa per il titolo di campione d'Italia.
La Coppa Italia inizia con una fase a girone: l'Asystel vince il proprio raggruppamento battendo sia la Pallavolo Chieri che il Volley Bergamo, qualificandosi direttamente alla Final Four: nelle semifinali viene sconfitta dal Pallavolo Sirio Perugia, chiudendo poi al quarto posto, perdendo anche la finale per il terzo posto contro la squadra di Chieri.
Grazie al secondo posto in classifica e il raggiungimento della finale play-off nella stagione 2003-04, l'Asystel Novara partecipa alla Champions League: la fase a gironi è caratterizzata da sole vittorie ed una sola sconfitta, chiudendo al primo posto in classifica. La vittoria nei play-off a 6 contro il Club Voleibol Las Palmas, qualifica la squadra piemontese alla Final Four di Tenerife; dopo aver battuto in semifinale il Racing Club de Cannes, la finale è contro un'altra squadra italiana, il Volley Bergamo: la partita però è senza storia per le orobiche che vincono nettamente per 3-0.

## Organigramma societario
Area direttiva
- Presidente: Antonio Caserta

Area tecnica
- Allenatore: Angiolino Frigoni
- Allenatore in seconda: Tommy Ferrari
- Scout man: Fabio Gabban

Area sanitaria
- Medico: Maria De Ruvo
- Preparatore atletico: Alessandro Orlando
- Fisioterapista: Stefania Bodini, Paola Giovane

## Rosa
| N° | Nome                | Ruolo | Data di nascita   | Nazionalità sportiva |
| -- | ------------------- | ----- | ----------------- | -------------------- |
| 1  | Sara Anzanello      | C     | 30 luglio 1980    | Italia               |
| 2  | Iuliana Nucu        | C     | 4 ottobre 1980    | Romania              |
| 3  | Natalia Viganò      | S     | 24 novembre 1979  | Italia               |
| 3  | Cristina Barcellini | S     | 20 novembre 1986  | Italia               |
| 4  | Manon Flier         | O     | 8 febbraio 1984   | Paesi Bassi          |
| 6  | Valeria Alberti     | L     | 9 maggio 1984     | Italia               |
| 7  | Qui He              | P     | 24 agosto 1973    | Cina                 |
| 8  | Olessya Kulakova    | C     | 31 maggio 1977    | Germania             |
| 9  | Małgorzata Glinka   | S     | 30 settembre 1978 | Polonia              |
| 10 | Paola Cardullo      | L     | 18 marzo 1982     | Italia               |
| 11 | Laura Nicolini      | C     | 23 marzo 1979     | Italia               |
| 12 | Bojana Radulović    | P     | 3 gennaio 1984    | Serbia e Montenegro  |
| 14 | Monica Corbellini   | P     | 21 maggio 1988    | Italia               |
| 15 | Anja Spasojević     | S     | 4 luglio 1983     | Serbia e Montenegro  |
| 18 | Virginie De Carne   | O     | 25 maggio 1977    | Belgio               |

## Mercato
| Acquisti | Acquisti            | Acquisti     | Acquisti   |
| R.       | Nome                | da           | Modalità   |
| -------- | ------------------- | ------------ | ---------- |
| L        | Valeria Alberti     | Sanmartinese | definitivo |
| S        | Cristina Barcellini | giovanili    | definitivo |
| P        | Monica Corbellini   | giovanili    | definitivo |
| O        | Manon Flier         | Weert        | definitivo |
| C        | Olessya Kulakova    | Schweriner   | definitivo |
| C        | Laura Nicolini      | Lodi         | definitivo |
| S        | Anja Spasojević     | Stella Rossa | definitivo |
| S        | Natalia Viganò      | Lodi         | definitivo |

| Cessioni | Cessioni         | Cessioni          | Cessioni   |
| R.       | Nome             | a                 | Modalità   |
| -------- | ---------------- | ----------------- | ---------- |
| S        | Paola Giovane    | ?                 | definitivo |
| C        | Martina Guiggi   | Robursport Pesaro | definitivo |
| C        | Anna Vania Mello | -                 | ritirata   |
| S        | Yue Sun          | ?                 | definitivo |

## Risultati

### Serie A1

#### Girone di andata
| 1ª giornata - 10 ottobre 2004 PalaDalLago, Novara                | Asystel            | 3 - 0 | Robursport Pesaro | 25-19, 25-19, 25-23               |
| 2ª giornata - 17 ottobre 2004 Palazzetto dello Sport, Bari Sardo | Airone             | 3 - 2 | Asystel           | 22-25, 25-18, 25-20, 15-25, 15-9  |
| 3ª giornata - 24 ottobre 2004 PalaDalLago, Novara                | Asystel            | 3 - 2 | Forlì             | 19-25, 20-25, 25-22, 25-15, 15-11 |
| 4ª giornata - 30 ottobre 2004 PalaPanini, Modena                 | Modena             | 0 - 3 | Asystel           | 20-25, 21-25, 17-25               |
| 5ª giornata - 7 novembre 2004 PalaMaddalene, Chieri              | Chieri             | 1 - 3 | Asystel           | 16-25, 19-25, 25-23, 21-25        |
| 6ª giornata - 14 novembre 2004 PalaDalLago, Novara               | Asystel            | 2 - 3 | Vicenza           | 25-15, 23-25, 25-17, 23-25, 19-17 |
| 7ª giornata - 21 novembre 2004 PalaBigi, Reggio nell'Emilia      | Reggio Emilia      | 0 - 3 | Asystel           | 15-25, 16-25, 18-25               |
| 8ª giornata - 4 dicembre 2004 PalaDalLago, Novara                | Asystel            | 3 - 1 | Santeramo         | 25-19, 23-25, 25-17, 25-18        |
| 9ª giornata - 11 dicembre 2004 PalaEvangelisti, Perugia          | Sirio Perugia      | 3 - 2 | Asystel           | 22-25, 26-28, 25-16, 25-14, 15-12 |
| 10ª giornata - 18 dicembre 2004 PalaDalLago, Novara              | Asystel            | 0 - 3 | Bergamo           | 25-27, 23-25, 27-29               |
| 11ª giornata - 22 dicembre 2004 PalaTriccoli, Jesi               | Giannino Pieralisi | 1 - 3 | Asystel           | 25-19, 19-25, 18-25, 19-25        |

#### Girone di ritorno
| 12ª giornata - 9 gennaio 2005 PalaDionigi, Sant'Angelo in Lizzola   | Robursport Pesaro | 0 - 3 | Asystel            | 21-25, 24-26, 25-27        |
| 13ª giornata - 16 gennaio 2005 PalaDalLago, Novara                  | Asystel           | 3 - 0 | Airone             | 25-22, 25-16, 28-26        |
| 14ª giornata - 23 gennaio 2005 PalaGalassi, Forlì                   | Forlì             | 1 - 3 | Asystel            | 22-25, 40-38, 20-25, 23-25 |
| 15ª giornata - 30 gennaio 2005 PalaDalLago, Novara                  | Asystel           | 3 - 1 | Modena             | 25-22, 20-25, 25-19, 25-15 |
| 16ª giornata - 13 febbraio 2005 PalaDalLago, Novara                 | Asystel           | 3 - 1 | Chieri             | 25-21, 21-25, 27-25, 25-23 |
| 17ª giornata - 20 febbraio 2005 Palasport Città di Vicenza, Vicenza | Vicenza           | 3 - 0 | Asystel            | 29-27, 25-20, 25-14        |
| 18ª giornata - 27 febbraio 2005 PalaDalLago, Novara                 | Asystel           | 3 - 1 | Reggio Emilia      | 25-20, 22-25, 25-23, 25-17 |
| 19ª giornata - 6 marzo 2005 PalaCooper, Santeramo in Colle          | Santeramo         | 3 - 0 | Asystel            | 25-17, 25-15, 28-26        |
| 20ª giornata - 13 marzo 2005 PalaDalLago, Novara                    | Asystel           | 3 - 1 | Sirio Perugia      | 25-27, 25-23, 25-22, 25-23 |
| 21ª giornata - 9 marzo 2005 PalaNorda, Bergamo                      | Bergamo           | 3 - 0 | Asystel            | 25-22, 25-19, 25-16        |
| 22ª giornata - 23 marzo 2005 PalaDalLago, Novara                    | Asystel           | 3 - 1 | Giannino Pieralisi | 24-26, 29-27, 25-21, 25-19 |

#### Play-off scudetto
| Quarti di finale (gara 1) - 26 marzo 2005 PalaTriccoli, Jesi   | Giannino Pieralisi | 0 - 3 | Asystel            | 23-25, 18-25, 15-25        |
| Quarti di finale (gara 2) - 30 marzo 2005 PalaDalLago, Novara  | Asystel            | 3 - 0 | Giannino Pieralisi | 25-22, 25-23, 25-21        |
| Quarti di finale (gara 3) - 1º aprile 2005 PalaDalLago, Novara | Asystel            | 1 - 3 | Giannino Pieralisi | 23-25, 31-29, 24-26, 17-25 |
| Quarti di finale (gara 4) - 10 aprile 2005 PalaTriccoli, Jesi  | Giannino Pieralisi | 3 - 0 | Asystel            | 25-16, 25-22, 25-18        |
| Quarti di finale (gara 5) - 13 aprile 2005 PalaDalLago, Novara | Asystel            | 1 - 3 | Giannino Pieralisi | 15-25, 20-25, 25-19, 21-25 |

### Coppa Italia

#### Fase a gironi
| 1ª giornata - 20 ottobre 2004 PalaDalLago, Novara | Asystel | 3 - 1 | Chieri  | 26-24, 16-25, 25-21, 26-24        |
| 3ª giornata - 3 novembre 2004 PalaNorda, Bergamo  | Bergamo | 2 - 3 | Asystel | 25-20, 25-18, 18-25, 23-25, 11-15 |

#### Fase a eliminazione diretta
| Semifinali - 5 febbraio 2005 Geopalace, Olbia      | Asystel | 0 - 3 | Sirio Perugia | 17-25, 19-25, 18-25               |
| Finale 3º posto - 6 febbraio 2005 Geopalace, Olbia | Asystel | 2 - 3 | Chieri        | 25-16, 25-18, 16-25, 18-25, 18-20 |

### Supercoppa italiana

#### Fase a eliminazione diretta
| Semifinali - 1º ottobre 2004 PalaCastagnaretta, Cuneo     | Asystel            | 1 - 3 | Sirio Perugia | 31-33, 17-25, 25-13, 21-25 |
| Finale 3º posto - 2 ottobre 2004 PalaCastagnaretta, Cuneo | Giannino Pieralisi | 0 - 3 | Asystel       | 21-25, 21-25, 22-25        |

### Champions League

#### Fase a gironi
| 1ª giornata - 10 novembre 2004 PalaDalLago, Novara                                  | Asystel      | 3 - 0 | Stella Rossa | 25-15, 25-8, 25-11                |
| 2ª giornata - 17 novembre 2004 PalaDalLago, Novara                                  | Asystel      | 3 - 0 | Calisia      | 25-13, 25-20, 25-18               |
| 3ª giornata - 24 novembre 2004 Pabellon Santiago Martin, San Cristóbal de La Laguna | Tenerife     | 2 - 3 | Asystel      | 23-25, 14-25, 26-24, 25-20, 13-15 |
| 4ª giornata - 1º dicembre 2004 PalaDalLago, Novara                                  | Asystel      | 3 - 0 | Beşiktaş     | 25-13, 25-12, 25-15               |
| 5ª giornata - 7 dicembre 2004 Sports Games Palace, Baku                             | Azərreyl     | 0 - 3 | Asystel      | 16-25, 21-25, 21-25               |
| 6ª giornata - 15 dicembre 2004 PalaDalLago, Novara                                  | Asystel      | 3 - 0 | Azərreyl     | 25-20, 25-22, 25-16               |
| 7ª giornata - 29 dicembre 2004 PalaDalLago, Novara                                  | Asystel      | 3 - 0 | Tenerife     | 29-27, 25-12, 29-27               |
| 8ª giornata - 5 gennaio 2005 Haldun Alagaş Spor Salonu, Istanbul                    | Beşiktaş     | 2 - 3 | Asystel      | 19-25, 25-21, 20-25, 25-22, 13-15 |
| 9ª giornata - 19 gennaio 2005 Kępiński Ośrodek Sportu, Kępno                        | Calisia      | 3 - 1 | Asystel      | 25-12, 14-25, 25-21, 25-21        |
| 10ª giornata - 25 gennaio 2005 SC Sumice Belgrad, Belgrado                          | Stella Rossa | 0 - 3 | Asystel      | 17-25, 22-25, 21-25               |

#### Fase a eliminazione diretta
| Play-off a 6 (andata) - 9 febbraio 2005 Centro de Deportes, Las Palmas de Gran Canaria | Las Palmas | 2 - 3 | Asystel    | 10-25, 27-25, 22-25, 25-23, 12-15 |
| Play-off a 6 (ritorno) - 15 febbraio 2005 PalaDalLago, Novara                          | Asystel    | 3 - 0 | Las Palmas | 25-14, 25-15, 25-16               |
| Semifinali - 19 marzo 2005 Pabellon Santiago Martin, San Cristóbal de La Laguna        | Asystel    | 3 - 1 | RC Cannes  | 22-25, 25-21, 25-20, 25-22        |
| Finale - 20 marzo 2005 Pabellon Santiago Martin, San Cristóbal de La Laguna            | Asystel    | 0 - 3 | Bergamo    | 18-25, 16-25, 17-25               |

## Statistiche

### Statistiche di squadra
| Competizione        | Punti | In casa | In casa | In casa | In trasferta | In trasferta | In trasferta | Totale | Totale | Totale |
| Competizione        | Punti | G       | V       | P       | G            | V            | P            | G      | V      | P      |
| ------------------- | ----- | ------- | ------- | ------- | ------------ | ------------ | ------------ | ------ | ------ | ------ |
| Serie A1            | 48    | 14      | 10      | 4       | 13           | 7            | 6            | 27     | 17     | 10     |
| Coppa Italia        | 5     | 1       | 1       | 0       | 1            | 1            | 0            | 4      | 2      | 2      |
| Supercoppa italiana | -     | -       | -       | -       | -            | -            | -            | 2      | 1      | 1      |
| Champions League    | 19    | 6       | 6       | 0       | 6            | 5            | 1            | 14     | 12     | 2      |
| Totale              | -     | 21      | 17      | 4       | 20           | 13           | 7            | 47     | 32     | 15     |

G = partite giocate; V = partite vinte; P = partite perse

### Statistiche dei giocatori
| V. Alberti    | 21 | 2   | -   | -  | 2  | 2 | -  | -  | - | - | Statistiche assenti | Statistiche assenti | Statistiche assenti |
| S. Anzanello  | 25 | 243 | 183 | 55 | 5  | 3 | 23 | 19 | 4 | 0 | Statistiche assenti | Statistiche assenti | Statistiche assenti |
| C. Barcellini | -  | -   | -   | -  | -  | - | -  | -  | - | - | Statistiche assenti | Statistiche assenti | Statistiche assenti |
| P. Cardullo   | 27 | -   | -   | -  | -  | 4 | -  | -  | - | - | Statistiche assenti | Statistiche assenti | Statistiche assenti |
| M. Corbellini | 3  | 1   | 0   | 1  | 0  | - | -  | -  | - | - | Statistiche assenti | Statistiche assenti | Statistiche assenti |
| V. De Carne   | 27 | 420 | 354 | 30 | 36 | 4 | 56 | 49 | 3 | 4 | Statistiche assenti | Statistiche assenti | Statistiche assenti |
| M. Flier      | 27 | 37  | 26  | 10 | 1  | 3 | 5  | 5  | 0 | 0 | Statistiche assenti | Statistiche assenti | Statistiche assenti |
| M. Glinka     | 27 | 435 | 386 | 39 | 10 | 4 | 70 | 65 | 3 | 2 | Statistiche assenti | Statistiche assenti | Statistiche assenti |
| Q. He         | 24 | 69  | 44  | 13 | 12 | 4 | 12 | 7  | 2 | 3 | Statistiche assenti | Statistiche assenti | Statistiche assenti |
| O. Kulakova   | 11 | 53  | 40  | 11 | 2  | 2 | 15 | 9  | 4 | 2 | Statistiche assenti | Statistiche assenti | Statistiche assenti |
| L. Nicolini   | 22 | 115 | 73  | 38 | 4  | 4 | 14 | 7  | 6 | 1 | Statistiche assenti | Statistiche assenti | Statistiche assenti |
| I. Nucu       | 9  | 111 | 83  | 24 | 4  | 2 | 25 | 18 | 6 | 1 | Statistiche assenti | Statistiche assenti | Statistiche assenti |
| B. Radulović  | 15 | 4   | 0   | 0  | 4  | 2 | 0  | 0  | 0 | 0 | Statistiche assenti | Statistiche assenti | Statistiche assenti |
| A. Spasojević | 25 | 295 | 255 | 19 | 21 | 4 | 50 | 37 | 5 | 8 | Statistiche assenti | Statistiche assenti | Statistiche assenti |
| N. Viganò     | 16 | 42  | 39  | 1  | 2  | 2 | 3  | 3  | 0 | 0 | Statistiche assenti | Statistiche assenti | Statistiche assenti |

P = presenze; PT = punti totali; AV = attacchi vincenti; MV = muri vincenti; BV = battute vincenti